# Bonów (Ukraina)
Bonów (ukr. Бунів) – wieś na Ukrainie, w rejonie jaworowskim obwodu lwowskiego. Wieś liczy około 800 mieszkańców.
Wieś prawa wołoskiego, położona była w drugiej połowie XV wieku w ziemi przemyskiej województwa ruskiego. W 1620 wieś była własnością królewską położoną w powiecie przemyskim.
W XVII wieku wieś czterokrotnie została plądrowana trakcie połączonych najazdów Tatarów krymskich i budziackich, wszystkie najazdy odbyły się w październiku:
- W 1620 gdy posesorem był Melchior Zebrzydowski, wieś była najbardziej wysuniętą osadą na północy którą splądrowali Tatarzy niszcząc 2 z 11 łanów. Najazd przetrwały następujące budynki: 3 karczmy, cerkiew, gospodarstwa 19 zagrodników, 11 komorników oraz 8 rzemieślników[2].
- W 1621 zniszczone zostało popostwo i 2 łany[4].
- W 1629 gdy posesorem był Wacław Rychowski zniszczone zostało 8 z 11 łanów, gospodarstwa 19 zagrodników, 11 komorników, 8 rzemieślników, 2 karczmy i cerkiew, ocalała 1 karczma[5].
- W 1672 gdy posesorem był Maciej Jan Gołocki, z najazdu tatarskiego ocalało 10 domów, zniszczona została karczma i 1,5 łana, od czasu najazdu w 1629 r. 8 łanów nie powróciło do uprawy[5].

Pod koniec XIX w. przysiółkiem wsi były Iwaniki.  W II Rzeczypospolitej do 1934 samodzielna gmina jednostkowa. Następnie należała do zbiorowej wiejskiej gminy Szutowa w powiecie jaworowskim w województwie lwowskim. Pod okupacją niemiecką w Polsce siedziba wiejskiej gminy Bonów.
W latach 1943–1945 nacjonaliści ukraińscy z OUN-UPA zamordowali tutaj 21 Polaków.
Po wojnie wieś weszła w struktury administracyjne Związku Radzieckiego.